# Mohamed ElBaradei
Mohamed ElBaradei, (em árabe محمد البرادعي), (Cairo, 17 de junho de 1942) é um diplomata egípcio, antigo diretor-geral da Agência Internacional de Energia Atómica (AIEA). Foi premiado com o Nobel da Paz de 2005, juntamente com a Agência Internacional de Energia Atómica (AIEA). Foi vice-presidente do Egito num curto período de 2013.

## Carreira
ElBaradei licenciou-se em Direito pela Universidade do Cairo em 1962 e doutorou-se em Direito Internacional pela Universidade de Nova Iorque em 1974. Iniciou a sua carreira no Ministério dos Negócios Estrangeiros do Egipto em 1964, tendo exercido funções na missão permanente do Egipto na ONU em Nova Iorque e em Genebra. Entre 1981 e 1987 foi professor de Direito Internacional na Universidade de Nova Iorque.
Em 1984 ingressa na AIEA, onde desempenha vários cargos até se tornar Director-Geral em 1997. Foi reeleito para um terceiro mandato à frente daquele organismo a 13 de Junho de 2005, tendo contado com o apoio dos Estados Unidos,  apesar das relações tensas entre a AIEA e Washington durante o processo que conduziu à Segunda Guerra do Iraque.
É casado com Aida Elkachef, uma professora. O casal tem dois filhos, Laila e Mostafa, que vivem e trabalham em Londres.